# Стефаун Кристьянссон
Стефаун Кристьянссон (исл. Stefán Kristjánsson; 8 декабря 1982, Рейкьявик — 28 февраля 2018) — исландский шахматист, гроссмейстер (2011). В составе сборной Исландии — участник пяти Олимпиад (2000—2008) и четырёх командных чемпионатов Европы (2001—2007).
Кристьянссона с раннего возраста считали одним из самых талантливых шахматистов Исландии. Кроме шахмат он получил известность благодаря своим выступлениям в покерных турнирах. В конце жизни страдал от наркозависимости, причина его смерти публично не объявлялась.

## Биография

### Шахматная карьера
Кристьянссон начал играть в шахматы в 11 лет, позже выступал за команду своей школы Melaskóli. Он быстро прогрессировал, имел агрессивный и атакующий стиль игры, не соглашался на ничью в равных эндшпилях, поэтому шахматисты дали ему прозвище «Pönkið» («Панк»).
В 2000 году Кристьянссон выиграл чемпионат Исландии среди школьников, в 2002 году стал международным мастером. В 2002 и 2006 годах также выиграл чемпионаты Рейкьявика. Исландский журналист, международный мастер Бьёрн Торфиннссон назвал Кристьянссона сильнейшим шахматистом в своей возрастной группе.
В 2000, 2005 и 2007 годах году Кристьянссон входил в топ-3 на чемпионате Исландии. Также в 2007 году вышел дошёл до полуфинала чемпионата Исландии по рапиду. В 2005 году выиграл командный чемпионат Исландии в составе команды Hellir Chess Club (личный результат — 6 из 7).
Гроссмейстерские нормы Кристьянссон выполнил в 2005—2006 годах на Drammen International (7 из 9), First Saturday (8 из 11) и на 22-м Клубком Кубке Европы (5 из 7). Он стал 12-м гроссмейстером из Исландии.

### Покер
Кристьянссон был известен как игрок в онлайн-покер, участвовал в Европейском покерном туре Scandinavian Open в 2009 году. Способности Кристьянссона в шахматах хорошо отразились на его игре в покер — на заработанные деньги он купил квартиру, автомобиль Lexus, а также стал известным в исландском покерном сообществе.

### Личная жизнь
У Кристьянссона две сестры — Лара Кристин и Анна Маргрет, а также сын.
В мае 2010 года мать Кристьянссона получила тяжелую черепно-мозговую травму, упав с велосипеда, и с этого момента за ней круглосуточно ухаживал сын. В дальнейшем он пристрастился к наркотикам и спустя некоторое время потратил почти все заработанные деньги.
Кристьянссон умер 28 февраля 2018 года в 35 лет, причина официально не была объявлена. Смерть была глубоко оплакана исландским шахматным сообществом.